# Roberto Parragué Singer
Roberto Parragué Singer (Santiago, 25 de mayo de 1913-Santiago, 24 de diciembre de 1995) fue un empresario y militar de la Fuerza Aérea de Chile con el grado de general de brigada, cuya fama es por haber realizado en 1951 el primer vuelo tripulado desde Chile continental a Isla de Pascua.

## Biografía
Roberto Parragué Singer nació en Santiago de Chile el 25 de mayo de 1913, fruto del matrimonio compuesto por Roberto Parragué y Elsa Singer. Ingresó a la Armada de Chile a los 16 años para servir como cadete en el buque escuela General Baquedano. Ese mismo año en su primer viaje de instrucción, el buque-escuela zarpó hacia la entonces remota Isla de Pascua donde pudo bajar a tierra y conocer la realidad del territorio insular chileno, y quedó impresionado por el aislamiento y la precariedad socioeconómica de los habitantes insulares, estas impresiones fueron imperecederas en su persona.
En 1935 abandonó la Armada y postuló a la Fuerza Aérea de Chile, en la rama aeronaval donde fue aceptado como subteniente obteniendo su piocha de piloto de guerra en 1936. Fue destinado a la base aeronaval de Quintero y se casó con María Opazo.

### Manutara I
En 1937 presentó a sus superiores un proyecto para volar hacia Isla de Pascua el cual fue rechazado por ser considerado técnicamente imposible de realizar debido a que no se contaba con un avión con la suficiente autonomía para semejante travesía.
No dejándose amilanar, y ante la adquisición en 1950 de hidroaviones Consolidated PBY Catalina por parte de la FACH, fue asignado al mando del avión anfibio, matrícula FACH N.º 405, el cual bautizó como Manutara que significa "pájaro de buena suerte" en idioma rapanui. Con este avión, Parragué realizó viajes a las islas Félix y San Ambrosio próximas al continente.
Viendo Parragué el ampliado rango de acción del aparato PBY Catalina (4030 km), volvió a consultar a sus superiores por la autorización para el vuelo, el cual consideraba combustible adicional para cubrir los 3760 km que separaban al continente de la isla. El plan fue nuevamente rechazado por sus superiores quienes no querían comprometer una unidad para el arriesgado viaje.
El proyecto de Parragué pareció estar condenado al fracaso.
Por esa fecha, un australiano llamado Patrick Taylor, anunciaba en la prensa el hacer la ruta Australia, Tahití y terminar en Isla de Pascua lo cual lo transformaría en un pionero en esa ruta.
Roberto Parragué entonces se jugó su última carta y pudo acceder a una entrevista con el presidente de entonces, Gabriel González Videla a quien explicó la importancia del viaje, finalmente tras algunos reparos técnicos se dio el aprobado; se acordó que el punto de partida fuera el aeropuerto de La Serena, ciudad natal del mandatario chileno.
El Manutara viajó de la Base Aérea de Quintero a La Serena y fue abastecido con combustible extra en tanques adicionales para volar sostenidamente por 24 horas, suficientes víveres para 15 días, equipo de supervivencia y un saludo del Presidente a los isleños.  El plan de vuelo preveía que deberían alcanzar la isla en 17 horas. Se envío un mensaje radial a los isleños para que prepararan en el sector de Mataveri una pista de aterrizaje.
El Manutara, despegó el 19 de enero de 1951 a las 19:20 horas llevando al comandante Horacio Barrientos como jefe de misión, Roberto Parragué como primer piloto, Alfredo Aguilar como segundo piloto, José Nuñez como tercero y los sargentos mecánicos: Héctor López y José Gilberto. Además iban el navegante, José Campos y al radioperador Mario Riquelme. Se recibieron noticias de que el clima en la isla era borrascoso.
Hacía la medianoche y volando a unos 3000 m, el radiocompás falló y el Manutara ascendió a 6000 m para volar guiado por las estrellas y un sextante para mantener la orientación rumbo 279°O.
A las 02:30 horas Parragué informó que llegaban al punto de no-retorno y consultó el aborto de la misión a los tripulantes, nadie acogió  positivamente la propuesta.
En su bitácora de vuelo, Parragué  anotó:
-" La tripulación del Manutara confía en que lleguemos a almorzar a la isla. El único intranquilo soy yo"-
Parragué vuelve anotar en su bitácora el siguiente comentario:
- “Nuestra última posición es a 2400 kilómetros de la costa. Somos un punto en medio del inmenso océano Pacífico. La próxima posición no la podré calcular hasta que el Sol esté alto en el horizonte. ¡Qué fácil sería despertar cuando el sueño se transforma en pesadilla! Pero ahora es realidad. Todo primer vuelo es así”.-
El Manutara aterrizó en la isla a las 14:42 horas del 20 de enero, tras 19 horas y 22 minutos de vuelo, siendo recibido jubilosamente por los isleños y connacionales junto al sacerdote germano y antropólogo capuchino Sebastian Englert quien residía con los isleños desde 1937.
Parragué pretendía volver volando en el Manutara, pero las condiciones de mar y clima no eran adecuados para el despegue ya que debía carretear desde el agua.  Sin embargo, dada la premura del Presidente por hacerlos volver, el Manutara fue remolcado al agua para el despegue, desgraciadamente una ola destrozó uno de los trenes de apontaje y parte del ala; el avión quedó incapacitado para volar.
La tripulación volvió en el buque de la Armada Covadonga al continente el 2 de febrero donde fueron recibidos como héroes.
El Manutara fue desarmado y transportado en un buque para su reparación y fue puesto en servicio en 1952, El Manu-tara de la FACh se destruyó en un accidente en el lago Peñuelas en junio de 1961, falleciendo sus ocupantes.

### Manutara II
En 1959, Parragué fue ascendido a Coronel de Aviación y nombrado comandante de la Base Aérea de Quintero.
Ese mismo año de 1959 preparó un segundo viaje en un segundo Consolidated PBY Catalina comprado personalmente por él con sus propios recursos, el cual llamó Manutara II.
Pidió permiso para un segundo vuelo a Isla de Pascua y le fue nuevamente denegado bajo diferentes argumentos que apuntaban solo al probable desprestigio de la institución en caso de accidente.
Parragué resolvió sin tener la autorización institucional, el volar a Isla de Pascua por segunda vez, utilizando ardides y complicidades con los mandos medios de la II Brigada Aérea para encubrir su salida; y posteriormente, volvió volando trayendo a dos pascuenses con él junto con correspondencia postal.
A pesar de la repetición de la hazaña, Parragué fue sumariado por la institución por desobediencia y falta a la disciplina, finalmente por decreto gubernamental fechado el 27 de mayo de 1959 fue pasado a retiro; junto con él fueron sancionada su jefatura directa involucrada con la misma sentencia.
El Congreso solicitó que antes del pase a retiro fuera ascendido a General de Brigada Aérea.
Parragué fundó la línea área Aeroservicios Parragué (ASPAR Ltda.), la cual estableció un nexo comercial entre Isla de Pascua y Chile continental y gracias a esta iniciativa, Isla de Pascua abandonó el aislamiento socioeconómico y cultural.
Adquirió un segundo Catalina al que bautizó Robinson Crusoe.
En 1960 el Manutara I tuvo un trágico accidente en su base de lago Peñuelas. En 1961, realizó el tercer viaje a la isla y en 1965 realizó el cuarto y último viaje en el Manutara II haciendo la ruta Santiago–Isla de Pascua–Papeete.
También presto servicios en el combate de incendios forestales.
En 1963, el Manutara I fue arrendado por LAN  para investigar la ruta comercial entre la isla y el continente, la cual se materializó en 1967 con un DC-6B bautizado como Manutara III.
En 1964 fue galardonado por el gobierno francés con la Orden al Mérito Saint Exupéry y se le donaron 3 aviones Catalina que estaban en las Islas Fiyi como excedentes de guerra, lo cual incrementó el servicio aéreo regular.
Parragué fue invitado a formar parte de LAN Chile como director de navegación además de operar su empresa por 35 años y pasó al retiro definitivo en 1978.
Roberto Parragué falleció en Santiago de Chile en diciembre de 1995 a sus 82 años.  Su esposa María (Maruja) Opazo falleció en agosto de 2013 y le sobreviven 4 de sus cinco hijos:  Graciela, Roberto Jr.,  Gonzalo y Elsa, Carlos ya falleció.

## Actualidad
Dos de sus siete hidroaviones Catalina de su empresa quedan en Chile:  uno en el Museo Aeronáutico de Cerrillos totalmente restaurado, replicado como el Manutara; y  el segundo en el Aeropuerto Arturo Merino Benítez en condiciones de Vuelo.